# Pritzwalk
Pritzwalk é um município da Alemanha, situado no distrito de Prignitz, no estado de Brandemburgo. Tem 165,57 km² de área, e sua população em 2019 foi estimada em 11.879 habitantes.